# Kasteel van Farciennes

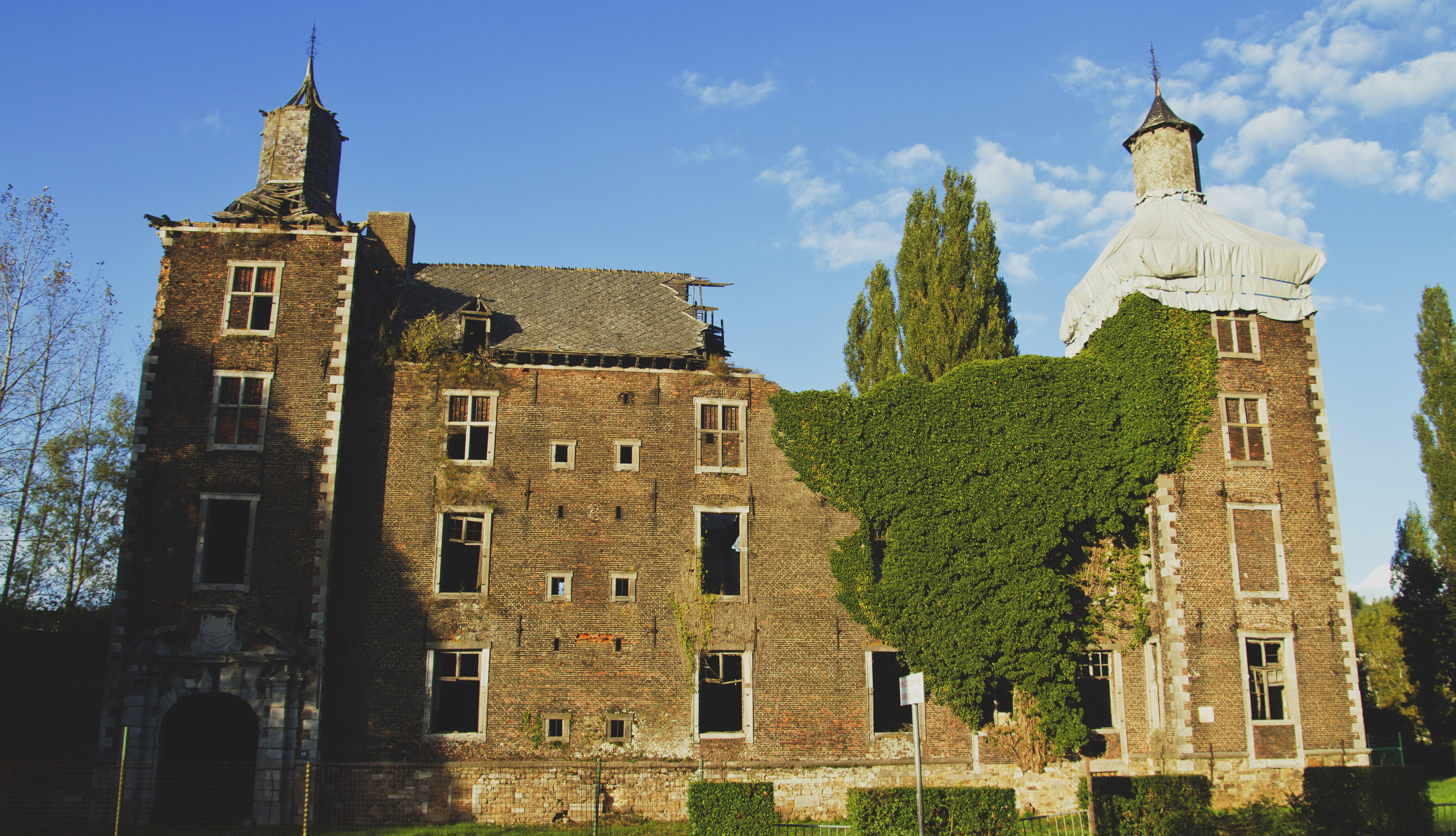
Kasteel van Farciennes

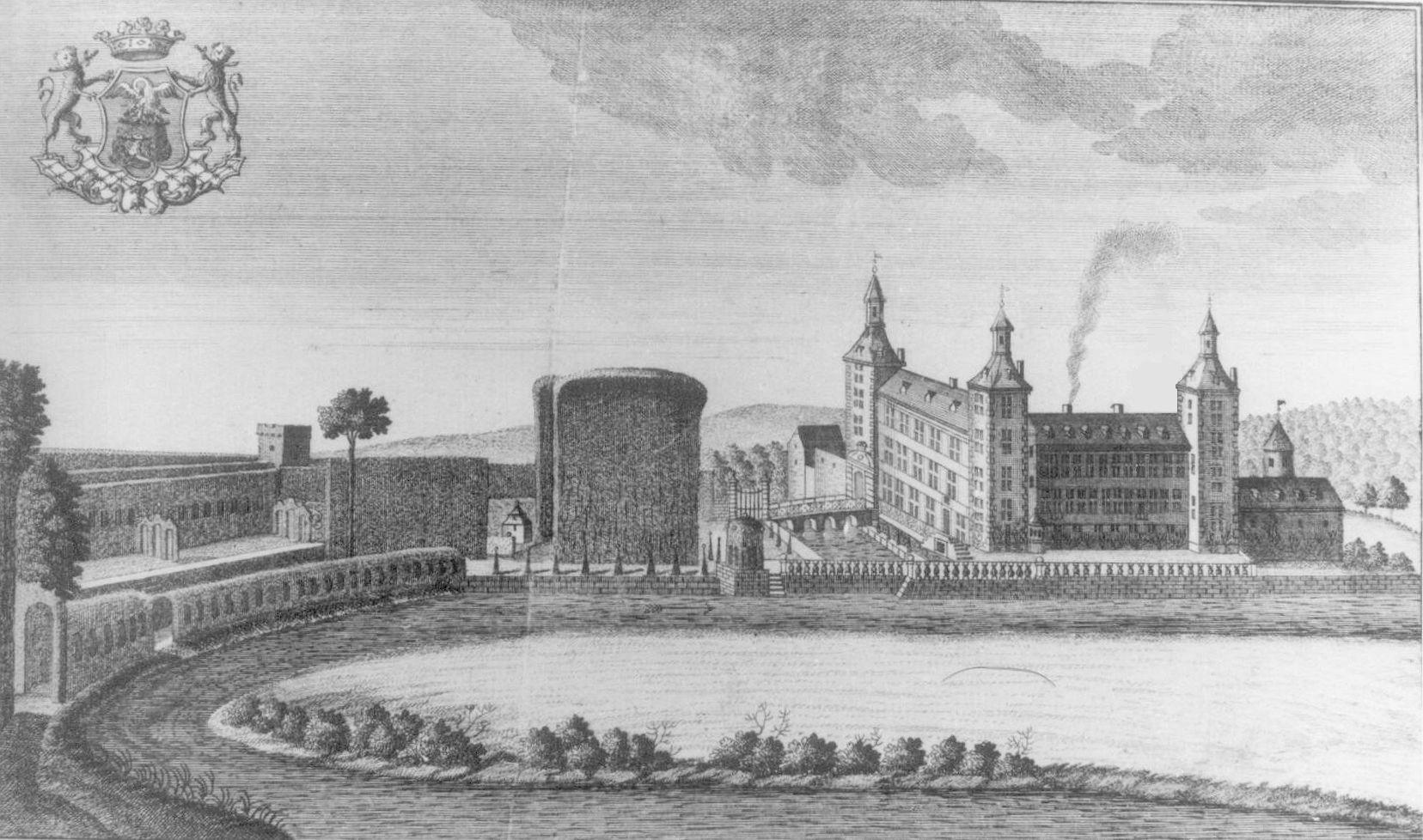
Gravure van het kasteel in 1785

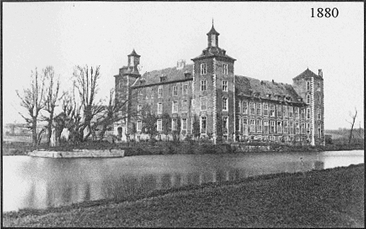
Het kasteel in 1880.

Het Kasteel van Farciennes is een vervallen 17de-eeuws kasteel in Farciennes in de provincie Henegouwen. Het huidige gebouw staat op de plaats van een middeleeuws kasteel uit de 14de eeuw.

## Geschiedenis
De eerste aantekeningen over het kasteel in Farciennes dateren uit 1344, toen Adolf van der Mark, prins-bisschop van Luik , toestemming gaf aan Hendrik van Farciennes om zijn kasteel te herstellen en te versterken. 
Op 23 september 1408 versloegen de verenigde legers van Jan van Beieren, prins-bisschop van Luik, en zijn broer, graaf Willem VI van Holland, de opstandige burgers van Luik. De prins-bisschop beval dat alle versterkingen in het gebied werden ontmanteld; ook het kasteel van Farciennes werd afgebroken.
De overblijfselen van de vesting veranderden meerdere keren van eigenaar, tot in 1637, Charles Albert de Longueval-Bucquoy de middeleeuwse ruïne sloopt en een nieuwe kasteel laat bouwen. Een grote tuin met fonteinen wordt aangelegd in 1676 en een jaar later ingehuldigd door Lodewijk XIV van Frankrijk
In de achttiende eeuw kwam het kasteel in handen van de familie Fours.

## Verval
- 1809: Graaf François Antoine des Fours, de laatste heer van Farciennes, verkoopt vanwege geldproblemen het kasteel aan Gabriel Scarsez, een advocaat uit Bergen.
- 1836: Het kasteel wordt verbouwd door Anselm Piton en Marie Christine Driot tot een glucose-fabriek en distilleerderij.
- 26 juni 1839: Er ontstaat brand, voornamelijk in de oostelijke toren.
- 1846: Het kasteel wordt omgevormd tot boerderij.
- 1886: Dieudonné Morimont, een veekoopman, wordt eigenaar en breekt de rechtervleugel van het kasteel af. Meubilair, stenen en beelden worden verkocht. De grote tuin verdwijnt meer en meer.
- 1916: Het kasteel wordt beschermd erfgoed.
- 1962: De gemeente Farciennes koopt het kasteel.
- 1963: De rivier de Samber wordt rechtgetrokken. De resten van de grote tuin en de fonteinen verdwijnen.